# Frans Vorstman
Frans Jan (Frans) Vorstman (Amsterdam, 31 juli 1922 – aldaar, 27 januari 2011) was een Nederlands acteur. Vorstman was leerling op het Vossius Gymnasium. Hij is bij het grote publiek vooral bekend van zijn rollen in Karakter (als Inspecteur de Bree), De aanslag (als de vader van Anton Steenwijk), Doctor Vlimmen (als Stein) en de televisieserie Merijntje Gijzen (als de schrijver Herman Walter).
Vorstman begon zijn loopbaan nadat hij toneellessen had gekregen van Louis Saalborn en Joan Remmelts. Hij was te zien bij het Tierelantijn Toneel van Wim Sonneveld en bij het gezelschap AVOS (Alles Voor Onze Soldaten). Hij was een honkvast acteur die lange engagementen had bij het Rotterdams Toneel, de Haagse Comedie, Studio, Centrum en het Publiekstheater. Na zijn pensioen was hij nog in een enkele vrije productie te zien en verder uitsluitend op televisie en in films, zoals Max Havelaar en De Mantel der Liefde.
Hij overleed op 88-jarige leeftijd en is begraven op Zorgvlied.
- Gemeinsame Normdatei: 108016667X
- International Standard Name Identifier: 0000 0001 3366 7897
- Virtual International Authority File: 85145067138266631074
- WorldCat: E39PBJf8yvY7yFp8JQM6bxpMfq